# Lisbon (film)
Lisbon è un film del 1956 diretto e interpretato da Ray Milland, con Maureen O'Hara.

## Trama
Il trafficante greco Mavros e il contrabbandiere americano Evans scortano Silvia Merrill, il cui marito è stato sequestrato. Mavros cerca di convincere Silvia a lasciare il marito per ereditarne la fortuna. Evans si oppone al progetto anche se a Silvia la cosa farebbe gola.